# Theodor Heuss (schip, 1960)
De Theodor Heuss is een passagiersschip voor de binnenvaart dat in 1960 werd gebouwd en oorspronkelijk werd ingezet voor excursies in het Boven-Midden-Rijndal. Sinds 1995 vaart het schip op de Middenmoezel en wordt het gebruikt voor rondvaarten en charterreizen.

## Geschiedenis van het schip

### Bouw en eerste jaren op de Rijn
Op verzoek van de veer- en rederij Bingen-Rüdesheim uit Bingen am Rhein werd in 1960 een bestaande scheepsromp volledig omgebouwd tot een nieuw passagiersschip op de Weser-scheepswerf Minden in Minden. Dit gebeurde onder bouwnummer 3239. Het is niet bekend van welk schip de romp afkomstig was. In de literatuur wordt deze verbouwing doorgaans gelijkgesteld aan nieuwbouw. Voor de werf in Minden is de Theodor Heuss het enige bekende binnenvaartpassagiersschip dat er gebouwd werd.
Het schip werd op 30 april 1960 door de voormalige Duitse president Theodor Heuss gedoopt en kreeg daarmee zijn naam. De thuishaven van het schip werd Bingen, waar ook het hoofdkantoor van de rederij gevestigd was. Na de kleinere schepen Vater Rhein en Rex Rhenus was de Theodor Heuss het grootste en modernste passagiersschip van de rederij. Het fungeerde lange tijd als vlaggenschip en speelde een belangrijke rol in het toenemende excursieverkeer op de Rijn.
Tijdens de zomermaanden werd het schip ingezet voor rondvaarten vanuit Bingen en Rüdesheim. Daarnaast was het beschikbaar voor charterreizen. In 1968 onderging de Theodor Heuss een verbouwing op de scheepswerf in Germersheim, Rijnland-Palts, maar details over de aard van deze ombouw zijn niet bekend.
In 1995 besloot de rederij het schip te verkopen en te vervangen door een nieuw schip, de Vater Rhein, dat bij scheepswerf Lux werd besteld.

### Overgang naar de Moezel
De koper van de Theodor Heuss was de passagiersrederij Gebr. Kolb uit Briedern aan de Moezel. Dit bedrijf, met bijna 30 schepen de grootste rederij in de Moezel-passagiersvaart, behield de naam van het schip en registreerde het in Traben-Trarbach. Sinds 1995 vaart het schip vanuit deze stad en Bernkastel-Kues. Het wordt ingezet voor rondvaarten, dagtochten en evenementencruises op de Middenmoezel. Daarnaast is het schip beschikbaar voor charterdiensten.
In de loop der jaren is het schip technisch gemoderniseerd en aangepast aan veranderende veiligheids- en capaciteitsvoorschriften. Hoewel het aanvankelijk 800 passagiers kon vervoeren, is dit aantal tegenwoordig teruggebracht tot 500.

## Technische specificaties
De Theodor Heuss heeft de volgende kenmerken:
- Lengte: 54,00 meter
- Breedte: 8,04 meter
- Diepgang: 1,00 meter
- Oorspronkelijke motorisering: Twee Deutz-dieselmotoren van elk 230 pk
- Latere motorvermogens: 570 pk (circa 2000), 660 pk (circa 2010)
- Passagierscapaciteit: Oorspronkelijk 800, tegenwoordig 500

## Huidige inzet
Vandaag de dag is de Theodor Heuss een bekend gezicht op de Middenmoezel. Het schip biedt toeristen en lokale bewoners de mogelijkheid om de Moezelregio vanaf het water te verkennen. Dankzij de historische uitstraling en moderne voorzieningen blijft het schip een populaire keuze voor dagcruises en speciale evenementen. De rederij Gebr. Kolb zet het schip in voor een breed scala aan vaarten, variërend van korte rondvaarten tot dagtochten langs de schilderachtige Moezelstadjes en wijngaarden.